# Запорізька дитяча залізниця
Запорізька дитяча залізниця — вузькоколійна залізниця у місті Запоріжжя, розташована у Комунарському районі, неподалік від Південного мікрорайону. Довжина колій складає 8,6 км, а повна експлуатаційна — 9,4 км, що робить її найдовшою дитячою залізницею в Україні і однією із небагатьох залізниць, що працює цілорічно. У складі дитячої залізниці — 1 станція, 7 проміжних платформ та тунель для відстою вагонів (завдовжки 0,8 км).

## Історія
Ідея створення дитячої залізниці виникла у липні 1971 року у комсомольців Запорізького електровозоремонтного заводу та Запорізького автомобільного заводу «ЗАЗ». Місцем будівництва було обрано придніпровські плавні, неподалік від залізничної станції Запоріжжя I та корпусів Запорізького автозаводу. Проєктування дитячої залізниці було доручено проєктним інститутам «Промбудпроєкт» та «Титан». Паралельно йшли і підготовчі роботи на майданчику майбутньої залізниці.
У березні 1972 року комсомольці міста, під керівництвом фахівців Запорізької дистанції колії, приступили до влаштування верхньої будівлі колії. Тоді ж почалося будівництво вокзалу та локомотивного депо розміром 50х12 м. До середини травня 1972 року всі будівельні роботи були закінчені. На цей момент було укладено 3,46 км колії на піщаному баласті, влаштовано три станції: «Жовтнева», «Спортивна», «Юні Чапаєвці» та проміжна платформа «Піонерська».

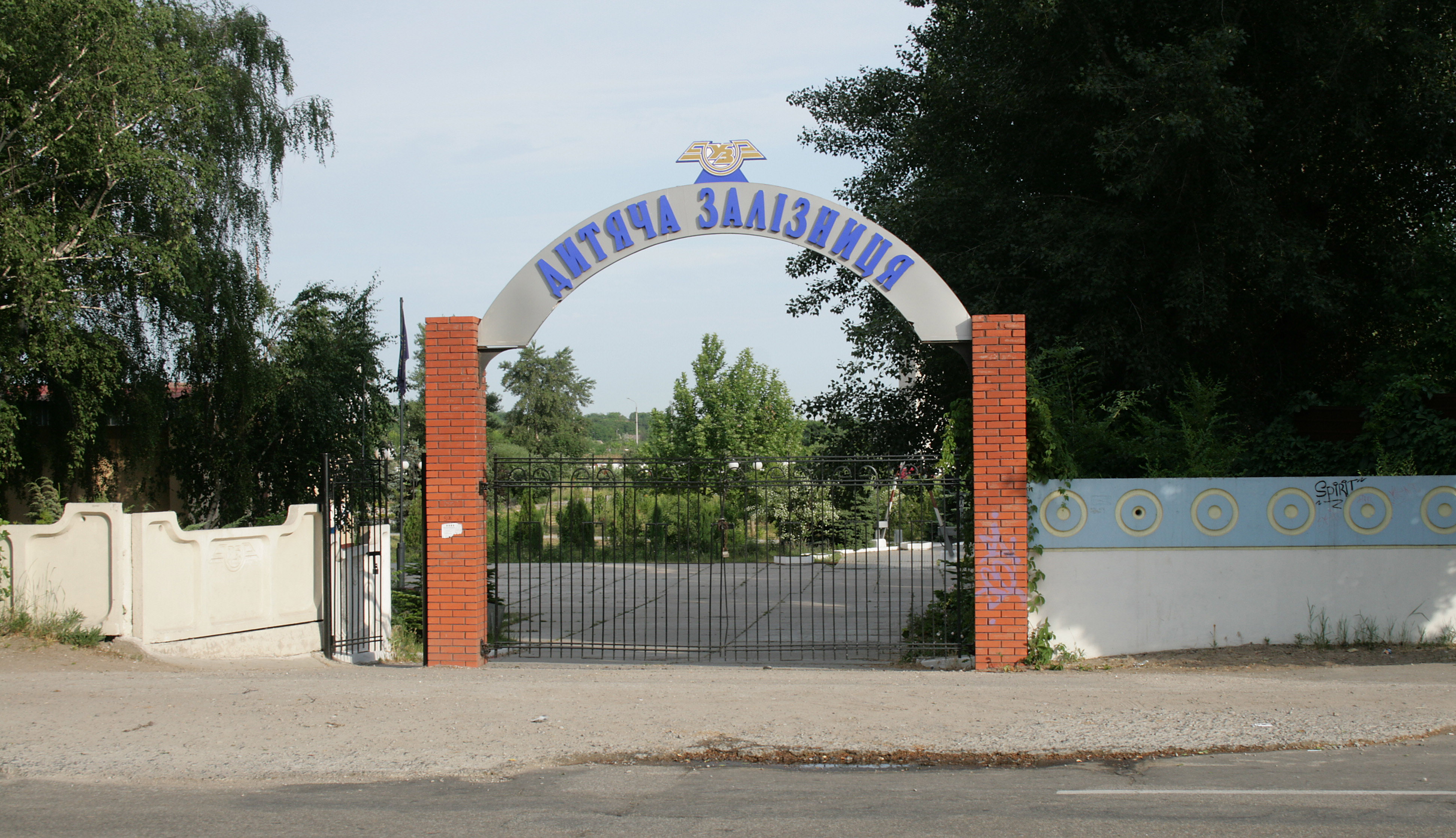
Вхід з вулиці Привокзальної

Станція «Жовтнева» отримала назву на честь колишнього тоді Жовтневого району міста (з 19 лютого 2016 року — Олександрівський), де вона була розташована. Станція «Юні Чапаєвці» — на честь однойменної диверсійно-розвідувальної групи, яка діяла в тилу німецько-фашистських окупантів на острові Хортиця на Дніпрі. Третя станція здобула назву «Спортивна», тому що поруч з нею планувалося побудувати великий дитячий спортивний комплекс (ці плани так і не були втілені).
На дитячу залізницю надійшли тепловоз ТУ2-077 (працював з 1957 по 1966 роки на Ризькій дитячій залізниці), паровоз К4-456, який був подарунком залізниці від колективу Запорізького електровозоремонтного заводу та п'ять цільнометалевих пасажирських вагонів Pafawag.
19 травня 1972 року відбулося урочисте відкриття першої черги Запорізької дитячої залізниці. На мітингу було присутнє керівництво Придніпровської залізниці. О 14:00 зі станції «Жовтнева» вирушив перший поїзд під керівництвом машиніста Геннадія Стасенко, який надалі став начальником локомотивного депо станції Запоріжжя II. На залізниці було запущено два склади зі схрещененням по станції «Спортивна». Організація руху поїздів здійснювалась за допомогою телефонного зв'язку, згодом — електрожезловою системою. На кінцевій станції локомотив розвертався на спеціальних стрілках і ставав у «голові» поїзда. Головна станція залізниці знаходиться у п'яти хвилинах пішки від залізничного вокзалу Запоріжжя I, тому вже незабаром залізниця стала найулюбленішим місцем відпочинку мешканців міста. Вже за перші шість місяців з початку її відкриття нею було перевезено понад 57 тисяч пасажирів. У 1973 році ця цифра подвоїлась. Збільшилась і кількість юних залізничників. Якщо у 1972 році на дитячій залізниці займалось лише 50 дітей, то з 1973 року їх кількість перевищила 900. В цей час здійснювались роботи щодо реконструкції локомотивного депо.

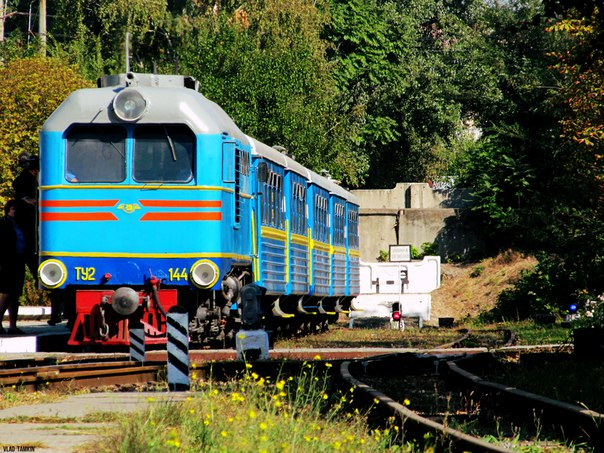
Поїзд Запорізької дитячої залізниці

З метою підвищення безпеки руху та виключення операцій щодо обгону та перечепленню локомотива, виникла необхідність щодо замикання лінії дитячої залізниці. На той час таке рішення практично повністю виключила би маневрову роботу — важливу складову навчально-практичного курсу. Проте, при проєктуванні другої черги було знайдено компроміс — лінія була замкнена, кінцева станція «Південна» (колишня — «Жовтнева») залишилась тупиковою. В процесі проєктування було знайдено доволі цікаве рішення: на прилеглій до станції «Жовтнева» ділянці (завдовжки 1,5 км) паралельно було прокладено дві колії — одна вела на коло, а друга — зворотно. Хоча цю ділянку не можна повною мірою назвати двоколійною (фактично це дві незалежні підходи до станції «Південна», а візуально створюється іллюзія двоколійної магістральної залізниці). Подальша багатолітня практика показала правильність цього рішення. В дні оберту на залізниці двох складів вони зустрічались саме на цій ділянці, що викликало невимовний захват, як у пасажирів, так і у юних залізничників.
У травні 1974 року під керівництвом 5-ї і 14-ї дистанцій колій Запорізького відділення Придніпровської залізниці розпочалися роботи щодо прокладання колій другої черги залізниці. Але, якщо при будівництві першої черги використовувались легкі рейки типу Р24 (лише у деяких місцях РЗЗ), що ледь витримували тепловоз ТУ2, то при будівництві другої черги було вирішено використовувати важчі рейки марки Р43. На новій дільниці було додатково споруджено три зупинних пункти, ще одна платформа була побудована на діючій дільниці першої черги. Станцію «Юні Чапаєвці» було ухвалено рішення перейменувати на станцію «30 років Перемоги», іншим платформам були привласнені назви «Обеліск Слави» (згодом — «Обеліск»), «Комсомольська», «Гребний канал».

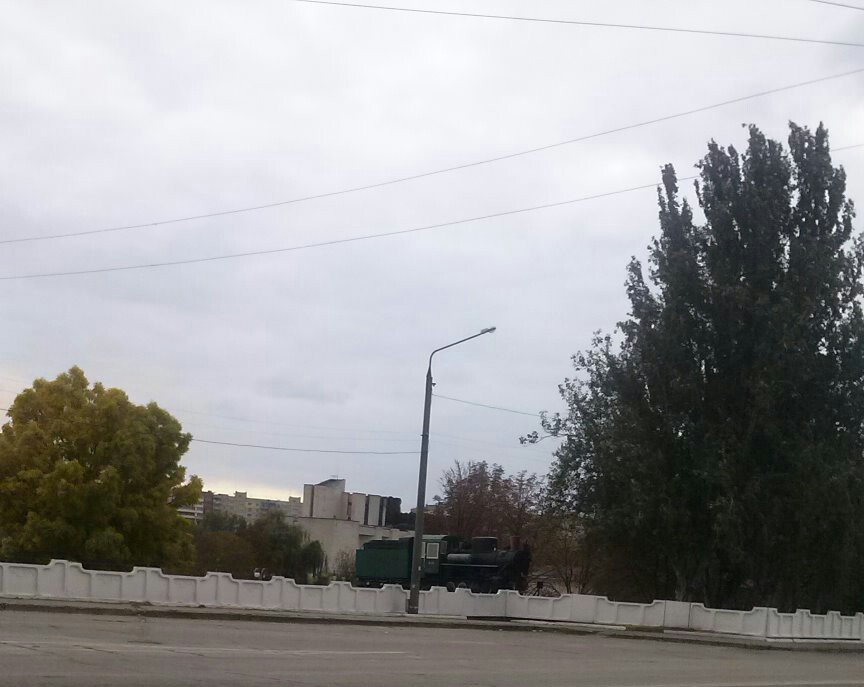
Пам'ятник паровозу «Кп4-456»

У 1974 році дитяча залізниця у своє розпорядження отримала ще один тепловоз ТУ2, п'ять вагонів Pafawag та дві вантажні платформи. Платформи періодично  використовувались не тільки для господарчих поїздів, але і для комерційних вантажних перевезень — у дні змагань на Гребному каналі залізницею була організована постачання спортивного інвентарю.
17 травня 1975 року відбулось урочисте відкриття другої черги залізниці. До цього часу ще не були готові будівлі на нових станціях. Їх спорудження розпочалося лише у серпні 1975 року і було завершено до 10 травня 1976 року.
У вересні 1976 року на станції «Жовтнева» відкрито зоокуточок, який згодом перетворився на справжній зоопарк (дотепер — це єдиний зоопарк у місті Запоріжжя), де за тваринами доглядають діти.
18 березня 1977 року Рада юних залізничників Запорізької дитячої залізниці звернулась до двічі Героя Радянського Союзу льотчика-космонавта Павла Поповича з проханням надати дозвіл на присвоєння його ім'я дитячій залізниці. Через деякий час згоду було отримано, проте на подолання бюрократичних перешкод минуло декілька місяців. Лише 28 грудня 1977 року рішенням Запорізького обкому ЛКСМУ офіційно було надано залізниці ім'я Павла Поповича.
Наприкінці 1970-х років друга колія на станціях «Спортивна» і «30 років Перемоги» були демонтовані. Фактично  вони стали платформами, але ще декілька років за традицією продовжували іменуватися станціями (наразі про колишній колійний розвиток нагадує лише напівзруйнована друга платформа на «Спортивній» і вихідний світлофор на «30 років Перемоги», який розташований проти руху поїздів). Тоді залізниця була обладнена напівавтоматичним блокуванням, а локомотивний парк залізниці поповнився ще одним тепловозом ТУ2.
Впродовж 1983—1984 років відбулося значне переоснащення дитячої залізниці. Були виведені з експлуатації всі вагони Pafawag, а замість них залізниця отримала 6 вагонів ПВ40, які використовуються понині.
Влітку 1984 року на станції «Жовтнева» введений в експлуатацію чотирьохповерховий навчально-лабораторний комплекс, в якому розташовані приміщення для роботи діючих гуртків, а також відкрились нові — танцювальний, хоровий тощо. В оздоблені інтер'єрів навчального корпусу брав участь народний художник України Володимир Симчук.

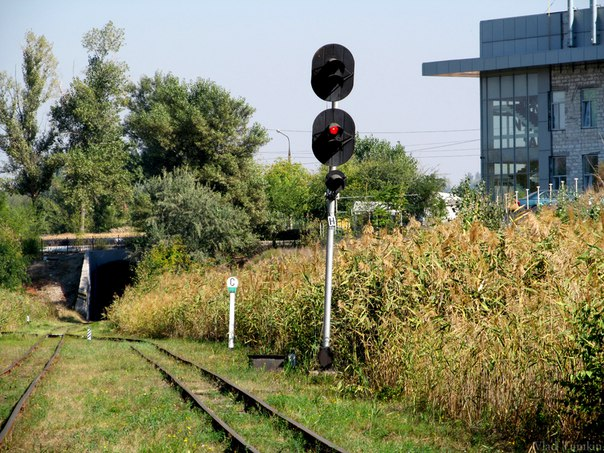
Тунель та вхідний світлофор

Наприкінці 1980-х років розпочалося будівництво житлового масиву «Південний», через те місцева влада мала намір закрити залізницю, але ентузіастам вдалося відстояти залізницю. За планом одна з вулиць і трубопровід, що сполучали мікрорайон з іншою частиною міста, мав перетнути лінію залізниці між станцією «Жовтнева» і платформою «Імені Володі Литяги». Із міркувань безпеки, від спорудження переїзду відмовились, а автошлях Прибережної автомагістралі 
було вирішено прокласти над лінією залізниці.
У 1990 році над лінією дитячої залізниці у напрямку сполучення Прибережної автомагістралі з сусіднім мікрорайоном, був відсипаний штучний пагорб, в якому був прокладено тунель завдовжки 0,8 км. На порталах тунелю були влаштовані брами, а тунель використовується для відстою та зберігання вагонів.
У середині 1990-х років Запорізька дитяча залізниця отримала ще один тепловоз — ТУ7А-3108.
Навесні 2002 року, до 30-річчя Запорізької дитячої залізниці, проведено реконструкцію. На багатьох дільницях були перекладені колії, повністю проведена заміна платформ на більшості зупинних пунктах, відремонтовані пристанційні будівлі. У 2002 році, через тривалу експлуатацію і економічну недоцільність, було списано тепловоз ТУ2-077, який вперше відкривав рух на дитячій залізниці у 1972 році. Після його списання локомотивний парк поповнився двома тепловозами ТУ2 з електропередачею і одним тепловозом ТУ7А з гідравлічною передачею.

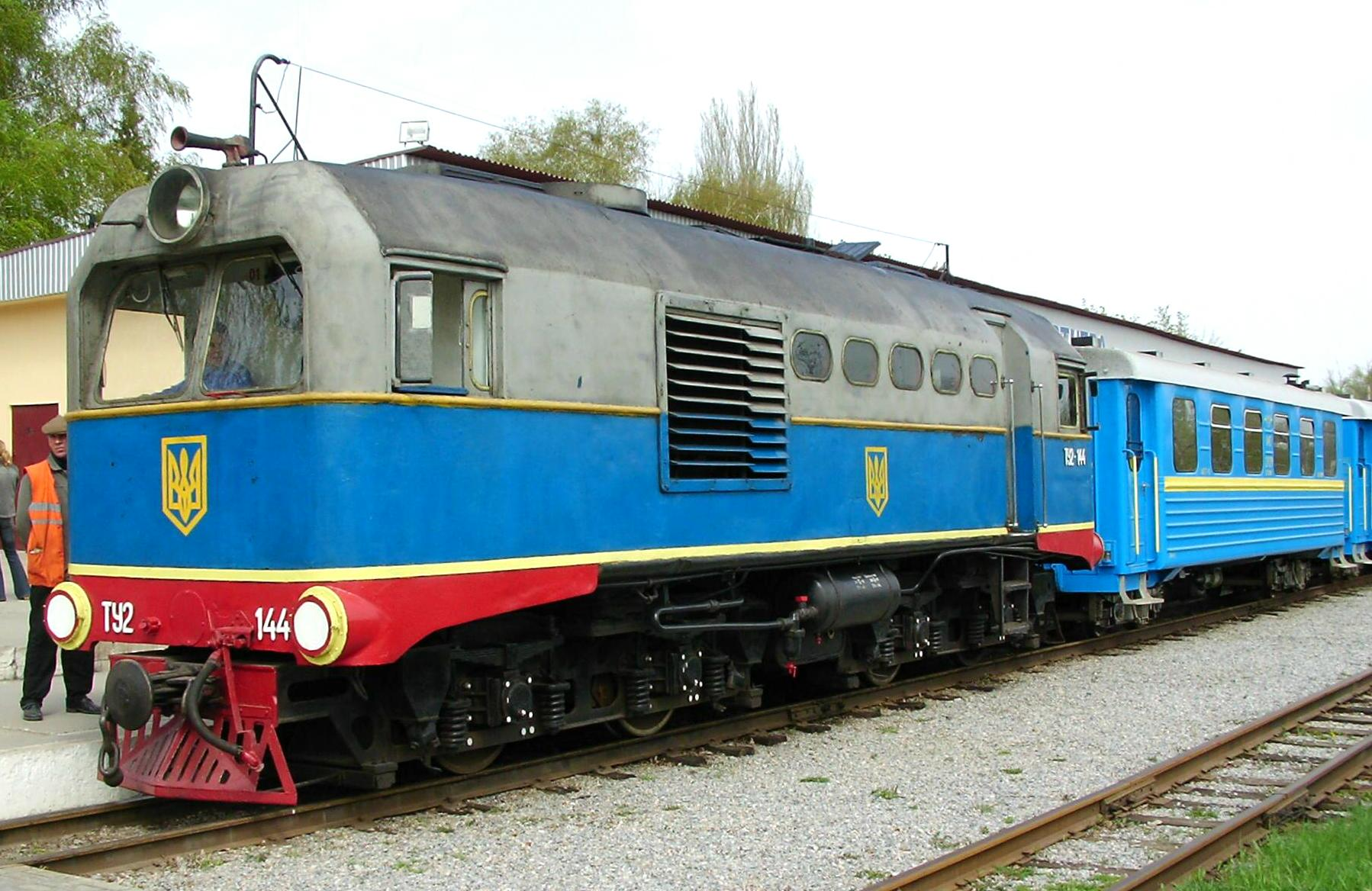
ТУ2-144 з поїздом

У 2004 році, через несправність рейкового кола і необхідності великих фінансових вкладень в їх перевірку і ремонт, керівництво залізниці було змушене відмовитися від використання на перегоні напівавтоматичного блокування. Рух поїздів знову здійснюється за допомогою жезла.
У 2007 році на дитячій залізниці проведена наступна реконструкція, яка завершилася до її 35-річчя. У навчально-лабораторному корпусі розташована виставкова зала з діючими макетами залізничного моделювання. Юні залізничники-екскурсоводи проводять цікаві екскурсії з історії створення залізничного моделювання на дитячій залізниці, розповідають про кожен макет і наочно демонструють їх роботу. Ці макети є точною копією роботи станцій і виконані в масштабі 1:87. Гурток «Залізничне моделювання» займає велике значення з виготовленню наочних посібників і розвиває конструкторські здібності юних залізничників.
У 2012 році, до 40-річчя дитячої залізниці, створено і відкрито для відвідувачів музей історії Запорізької дитячої залізниці, де проводяться цікаві екскурсії.
12 серпня 2012 року, на підставі Наказу начальника Придніпровської залізниці, начальником Запорізької дитячої залізниці призначено почесного залізничника, заслуженого працівника транспорту України Михайла Івановича Чорненького, який замінив  керівника дитячої залізниці Раїсу Олексіївна Козак (1935—2024).
У 2016 році, в ході декомунізації, станція «Жовтнева» отримала нову назву «Південна» на честь розташованого поруч житлового масиву «Південний».
З 14 жовтня 2021 року, через погіршення епідеміологічної ситуації спричиненої захворюваністю на COVID-19, тимчасово припинено рух поїздів на дитячій залізниці.
У листопаді 2021 року керівник Запорізької дитячої залізниці Михайло Черненький повідомив про те, що направив до Запорізької мерії кілька листів з проханням взяти на баланс зоокуток, але міська влада не дала своєї відповіді. У разі подальшої відмови з боку міської влади, дитяча залізниця планує закрити свій зоокуток, а всіх звірів передати до різних зоопарків у межах України та Європи.
З 25 грудня 2021 по 9 січня 2022 року, під час новорічних свят, була відновлена робота дитячої залізниці.

## Навчальна робота

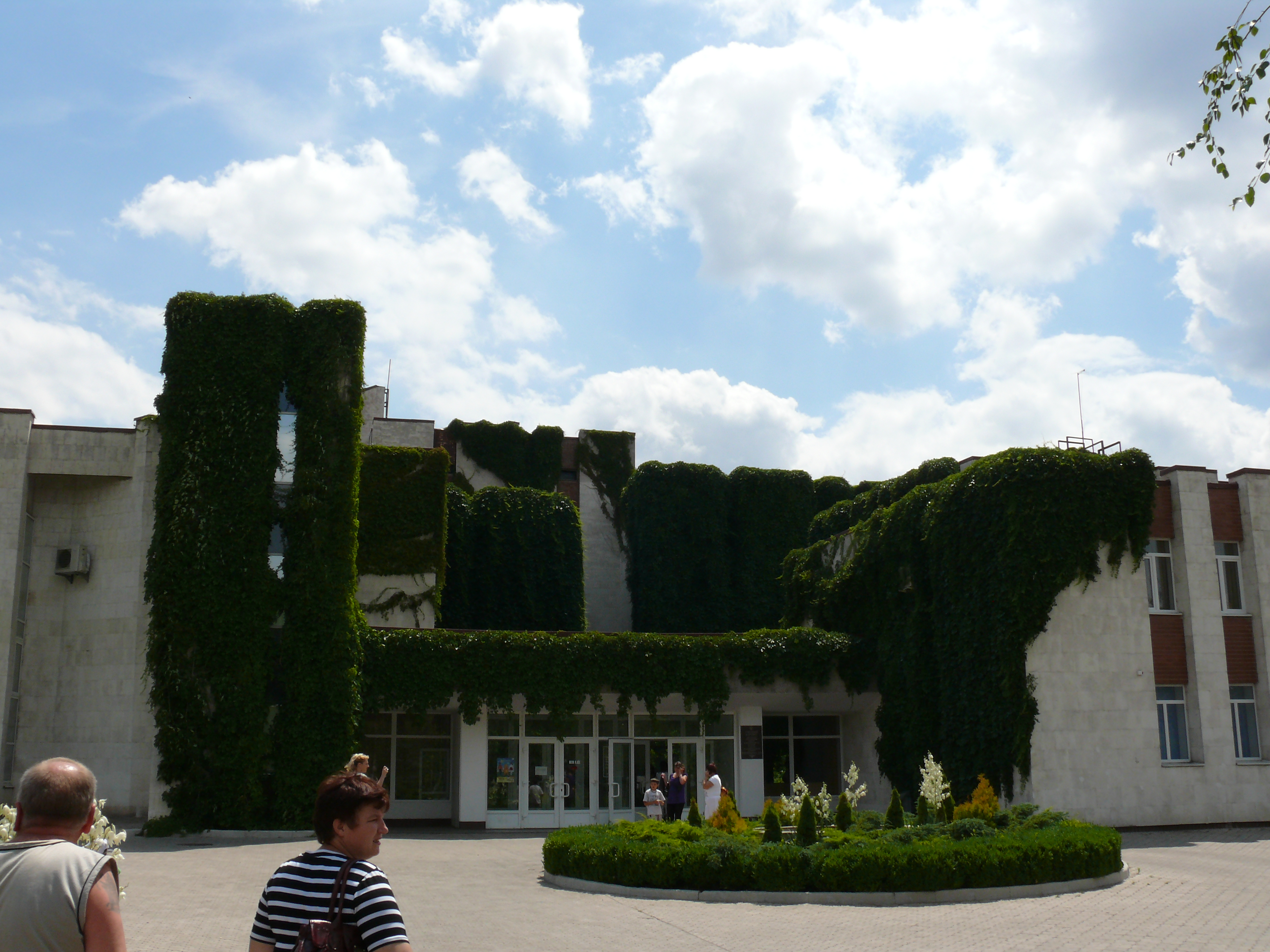
Навчальний корпус дитячої залізниці

23 червня 1981 року було розпочато будівництво навчально-лабораторного корпусу. Вже через три роки навчально-лабораторний корпус корисною площею 3545 м² був введений в експлуатацію. У ньому розташовані зимовий сад, акваріумний зал, навчальні лабораторії за професіями та майстерні для гурткової роботи. В оформленні інтер'єрів брав участь народний художник України Володимир Симчук.
1984 року побудований чотириповерховий навчально-лабораторний комплекс, де розмістили всі колишні гуртки і відкрили нові: танцювальний, хоровий. На дитячій залізниці продовжують функціонувати кіно-, фото-, гурток залізничного моделювання, а також спортивні секції.
Основний напрямок діяльності Запорізької дитячої залізниці — це профорієнтація та пропаганда серед школярів залізничних професій. На навчання запрошуються школярі з 6-7 класу. Після 9-го класу багато учнів продовжують навчання в ДНЗ «Запорізький професійний ліцей залізничного транспорту» або у металургійному коледжі, де є відділення локомотивного господарства і організація руху поїздів для під'їзних шляхів залізниць підприємств. Хтось з них продовжує навчання в Дніпровському коледжі транспортної інфраструктури або в Українському державному університеті залізничного транспорту (УкрДУЗТ) та Дніпровському національному університеті залізничного транспорту (ДНУЗТ).

## Рухомий склад
- тепловози: ТУ2-136, ТУ2-144
- 6 вагонів ПВ40[15].
- 1 вантажна платформа.

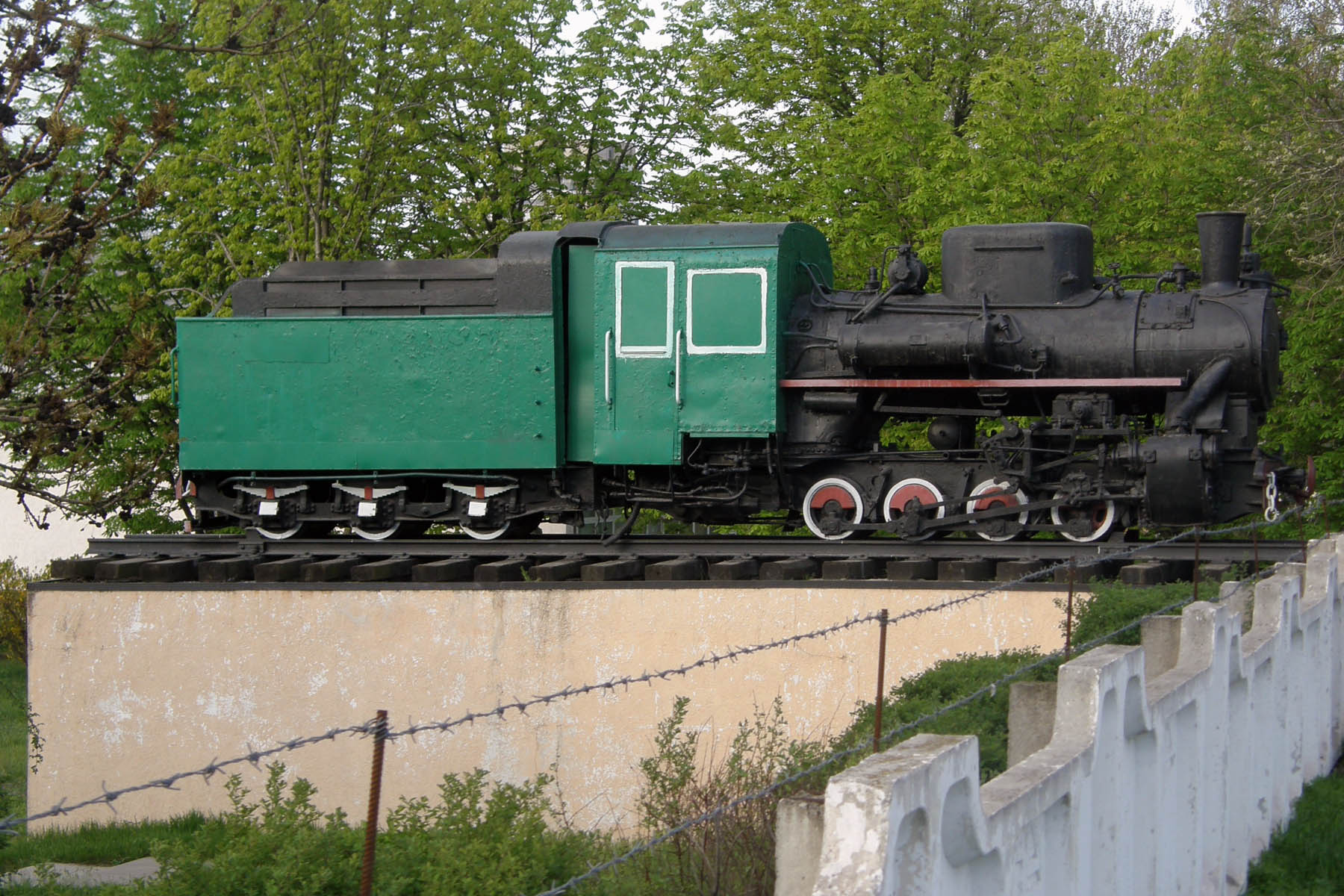
Паровоз Кп4-456 (експлуатувався у 1972–1974 роках)

19 та 20 грудня 2024 року з території Запорізької дитячої залізниці були вивезені локомотиви, рухомий склад, а також пам'ятник-паровоз Кп4-456 до Гайворонської вузькоколійки, де зберігається та сама ширина колії — 750 мм. За офіційною версію, за повідомленням керівника Запорізької дитячої залізниці Михайла Черненького, усе було вивезено з метою ремонту і для того, що вони працювали в іншому місці та не простоювали й іржавіли. «Про ліквідацію дитячої залізниці мова не йде взагалі»,  — пояснив Михайло Черненький. Передбачається, після того, як рух на дитячій залізниці відновиться, всі вивезені локомотиви та рухомий склад повернуться до Запоріжжя. Наразі ж залізниця відкрита лише для учнів. Михайло Черненький запевнив, що Запорізька дитяча залізниця працює у звичному режимі, крім того, що не приймає наразі відвідувачів.

## Екооб'єкти
На дитячій залізниці налічується 4 екооб'екти — зоокуток, акваріум, дендропарк і зимовий сад, де юні залізничники не лише вивчають природу, а й шукають вирішення екологічних проблем. У вересні 1976 року облаштований зоокуток з роками перетворився на справжній зоопарк площею 1 га, який є єдиним в Запоріжжі. У вольєрах зоокутка містяться представники 20 видів ссавців і 40 видів птахів, деякі з них занесені до Червоної книги України. У той же час акваріумний зал — одне з найпопулярніших місць для відпочинку. У 26 акваріумах міститься колекція екзотичних риб, яка налічує понад 40 видів.
У зимовому саду і дендропарку росте близько 500 видів екзотичних і декоративних рослин. Дендропарк створювався впродовж 20 років і займає понад 3 га. У парку представлені катальпи, платани, бордюрні троянди, седуми, ялиці, алісум, ломикамінь, липи, клени, каштани, горобини, дуби, сосни, ялини, жимолості, плетисті і почвопокривні троянди, гвоздики, чебрець, берези та інші рослини/
Результатом роботи екологічного спрямування Запорізької дитячої залізниці є проведення щорічного Всеукраїнського екологічного фестивалю «Залізничний транспорт і екологія», який вже став доброю традицією. У 2015 році фестиваль відзначав 11-ту річницю. Його учасниками є представники дитячих залізниць України (Київ, Харків, Рівне, Луцьк, Львів, Дніпро, Запоріжжя), Німеччини та діти залізничників Запорізького регіону, тому фестиваль може по праву називатися міжнародним.
27 жовтня 2021 року ведмедів Лялю та Маля, які жили в зоокутку дитячої залізниці 20 років, відправили до Нідерландів до міста Ренен. Відтепер вони перебувають у зоопарку «Ведмежий рай». Косолапі провели в дорозі 50 годин, їх перевезення у спеціальних контейнерах здійснив фонд транспортування та облаштування тварин «Bears in Mind». 12 грудня 2021 року запорізьких ведмедів випустили з карантинних вольєрів у нідерландському зоопарку «Ouwehand Zoo», який діє з 1932 року і займає площу у 22 га

## Розклад роботи

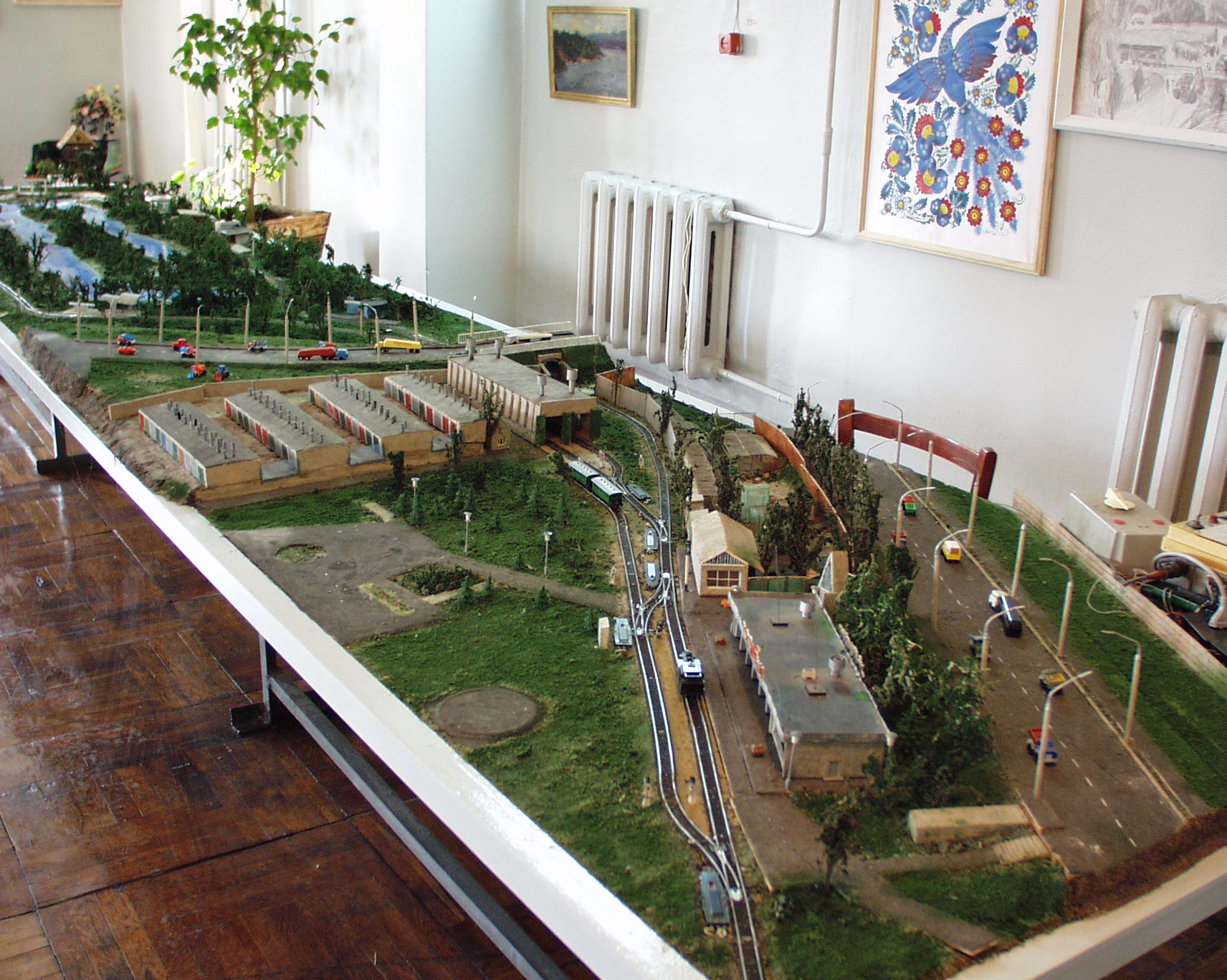
Макет станції та прилеглих споруд

Запорізька дитяча залізниця одна з небагатьох дитячих залізниць, рух потягів по якій продовжується цілорічно. Поруч із головною станцією «Південна» розташований виставковий зал, зоопарк, акваріум і зимовий сад.
Працює щоденно з 08:00 до 16:30 (каса — з 08:00 до 15:30), у літній період поїзд курсує з четверга по неділю та у святкові дні.
2018 року адміністрація дитячої залізниці ухвалила рішення підняти ціни. Останнє підвищення цін на дитячій залізниці було зафіксовано 2015 року (для дітей — 10 грн, для дорослих — 25 грн). Відтоді багато чого змінилося. Перестав функціонувати тераріум, де утримували земноводних, а також кафе та розважальні атракціони. Проте з'явився безкоштовний Wi-Fi.
На відміну від більшості зоопарків на території України, на Запорізькій дитячій залізниці відсутні точки продажу частувань для тварин, які утримують в зоопарку. Це зумовлено тим, що вона є державною структурою, і перебуває в підпорядкуванні управління залізниці.
Станом на 2018 рік вартість квитків становить:
- для дітей (віком з 3 до 12 років) — 13 ₴;
- для дорослих — 32 ₴.

30 травня 2021 року відбулося відкриття літньої практики на дитячій залізниці для юних залізничників.
З 1 червня 2021 року вартість квитків складає:
- для дітей (віком з 3 до 12 років) — 18 ₴;
- для дорослих — 45 ₴.